# فولکوی رکوردز
فولکوی رکوردز (انگلیسی: Folkways Records) شرکت نشر موسیقی آمریکایی است، که در سال ۱۹۴۸ تأسیس شد.